# Mormopterus norfolkensis
Mormopterus norfolkensis là một loài động vật có vú trong họ Dơi thò đuôi, bộ Dơi. Loài này được Gray mô tả năm 1840.